# Xiphocentron asilas
Xiphocentron asilas là một loài Trichoptera trong họ Xiphocentronidae. Chúng phân bố ở miền Tân bắc.